# دورسی ۳۱۹۴
سیارک ۳۱۹۴ (به انگلیسی: 3194 Dorsey، نامگذاری:1982KD1) سه هزار و صد و نود و چهارمین سیارک کشف شده‌است که در ۲۷ مه ۱۹۸۲ کشف شد.
قدر مطلق سیارک برابر ۱۲٫۰۰ است.